# Fabrice Grosfilley
 (avril 2016).
Si vous disposez d'ouvrages ou d'articles de référence ou si vous connaissez des sites web de qualité traitant du thème abordé ici, merci de compléter l'article en donnant les références utiles à sa vérifiabilité et en les liant à la section « Notes et références ».
 (avril 2016).
Fabrice Grosfilley est un journaliste français actif en Belgique depuis  1996. Il est connu du grand public comme interviewer et éditorialiste politique, et a exercé des fonctions de management au sein de plusieurs médias belges francophones (RTL TVI, RTBF, Télé Bruxelles). 
Il a présenté l’invité de 07h50 sur la radio Bel RTL pendant plus de 8 ans. Il est aujourd'hui actif sur la chaîne Bruxelloise BX1 où il présente plusieurs émissions liées à l’actualité. 

## Biographie
Fabrice Grosfilley est diplômé du CELSA - Paris IV (maitrise information et communication, option journalisme, promo 1988-1990) après un parcours en hypokhâgne/khâgne et un deug de philosophie (option philosophie politique) de l'université Paris X.
Après un temps passé à Radio D4B à Melle de 1990 à 1992, où il fait concrètement ses premières armes en matière de journalisme-radio de terrain, il dirige ensuite Vallée FM-radio Marne-la-Vallée de 1992 à 1995 puis s'installe en Belgique en 1996. Il collabore à Bel RTL de 1996 à 2000 où il présente le 7/8 avant de devenir reporter politique. En 2000, il quitte Bel RTl pour RTL-TVi mais reste reporter politique. De 2001 à 2004, il est également chargé de la couverture de l'Union européenne.
De 2006 à 2008, il coprésente l'émission politique Le Grand Défi avec Kathryn Brahy. En août 2008 il devient rédacteur en chef des journaux télévisés. Dès 2007, il est l'auteur des blogs « rue de la loi » et « carnet politique » qui traitent  de l'actualité politique en Belgique francophone. Le 20 mai 2011, il quitte la fonction de rédacteur en chef des JT  remplacé par Grégory Willocq à ce poste. Il restera néanmoins rédacteur en chef adjoint mais spécialisé dans la politique, pour tous les médias du groupe RTL en Belgique jusqu'en 2012. Il présente alors quotidiennement Le carnet politique et L'invité politique sur la radio Bel RTL. Son interview quotidienne est la plus écoutée des radios francophones. En avril 2012, il quitte le groupe RTL, où il n'officiera plus désormais que pour recevoir l'invité politique de la matinale de Bel RTL.
De 2012 à 2015 il exerce la fonction de directeur de l'information et rédacteur en chef de Télé Bruxelles, une chaîne d'information régionale de Bruxelles-Capitale. Il y crée et anime les émissions L'Interview et Les Experts et modernise les journaux de la télévision régionale.
En août 2014, il entame une collaboration avec la RTBF, pour laquelle il signe un éditorial quotidien baptisé Le mot du jour, en  radio sur VivaCité et La Première à partir du lundi 20 avril 2015.
En janvier 2016 il quitte Télé Bruxelles (devenue BX1) pour intégrer la rédaction de la RTBF en tant que rédacteur en chef du service société avant de devenir Manager Info 360.
Le 8 février 2019, il est annoncé de retour sur Bel-RTL pour succéder à Martin Buxant.
Le 11 Mars 2019 il fait son retour sur Bel-RTL en remplacement de Martin Buxant parti pour se consacrer au développement de la nouvelle chaine d'information en continu LN24 qu'il a co-fondé avec Joan Condijts ex-rédacteur en chef de l'Écho. En outre il reviendra également sur BX1 pour travailler à un projet de web radio,,,.
Le 24 octobre 2022 Fabrice Grosfilley met un terme à sa collaboration avec le groupe RTL  dont il dénonce quelques mois plus tard la nouvelle orientation éditoriale. 
Il lance en janvier 2023 une nouvelle matinale info sur la chaîne BX1 où il rédige un éditorial et réalise trois interviews en direct chaque matin. 